# تپه ننه کران
تپه ننه کران مربوط به هزاره اول قبل از میلاد است و در شهرستان نمین، بخش ویلکیچ شمالی، روستای ننه کران واقع شده و این اثر در تاریخ ۱۲ بهمن ۱۳۸۱ با شمارهٔ ثبت ۷۳۹۶ به‌عنوان یکی از آثار ملی ایران به ثبت رسیده است.

## بررسی تاریخی
فرود اضطراری هواپیما در دهه بیست هجری در منطقه:
در اوایل دهه بیست قرن حاضر بنا به اظهارات اهالی یک فروند هواپیمای حامل اتباع خارجی در اثر محدودیت دید ناشی از مه غلیظ در نزدیکی تپه تاریخی موصوف فرود اضطراری و با اطلاع دادن به اردبیل و با آماده نمودن مسیر موقت دوباره از زمین برخواسته رهسپار تهران می‌شود. -محمدزاده-
مورفولوژی طبیعی و ساختار زمینهای اطراف نشان می‌دهد که ساکنان قبلی روستا در محل تپه‌های موصوف مستقر بوده‌اند. هرچند گزارش مثبوتی در دست نیست اما ایجاد تپه‌های مذکور را می‌توان در اثر تخریب نقاط جمعیتی در اثر زلزله حدس زد. البته کاوشهای باستانشناسی نیز مورد نیاز خواهد بود تپه ننه کران که جزو آثارملی به ثبت رسیده در سه کیلومتری غرب روستا واقع است. در خصوص جابه جایی احتمالی محل روستا حدس بنده دومورد زلزله مخرب منطقه مربوط به زلزله ۱۸۸۳ هیر و زلزله ۱۶۶۵ارمنستان را می‌توان عامل تخریب روستای قدیمی دانست.
-محمدزاده-